# Agnieszka Wrona
Agnieszka Wrona (ur. 5 maja 1982) – polska lekkoatletka, tyczkarka.

## Kariera
W 2003 jako zawodniczka AZS-AWF Gdańsk została Mistrzynią Polski Seniorów.
W 2010 na Mistrzostwach Polski, startując w barwach Kieleckiego Klubu Lekkoatletycznego zajęła drugie miejsce ex aequo z Joanną Piwowarską. Złoto wywalczyła Monika Pyrek.
Medalistka halowych mistrzostw kraju.
Obok czynnej kariery zawodniczej Wrona jest także trenerką lekkoatletyczną.

## Rekordy życiowe
- Skok o tyczce (stadion) – 4,25 (2011)
- Skok o tyczce (hala) – 4,20 (2011)